# 卡瓦尼山
卡瓦尼山（英語：Mount Cavaney），是南極洲的山峰，位於維多利亞地的斯科特海岸，處於卡普賽斯冰川源頭以北，屬於冷藏山脈的一部分，海拔高度2,820米，由新西蘭探險隊命名，現時由南極條約體系管理。